# Corentin Martins
Corentin Martins da Silva (Brest, 11 de julho de 1969) é um ex-futebolista e treinador de futebol francês. Atualmente comanda a Seleção da Mauritânia.

## Carreira
De origem portuguesa, Martins iniciou a carreira no Brest, em 1987. Foi no Auxerre, que o contratou em 1991, onde o meio-campista se destacou, tendo conquistado 3 títulos. Até 1996, foram 187 jogos disputados e 42 gols marcados.
Passou ainda pelo Deportivo La Coruña, entre 1996 e 1997, jogando 36 partidas e marcando 13 gols. Voltaria à França em 1997, para defender o Strasbourg. Por este clube, Martins conquistou seu último título como futebolista: a Copa da França de 2000-01. Emprestado ao Bordeaux em 1999, realizou 30 partidas com a camisa dos Girondinos.
Martins, que chegou a ser comparado a Alain Giresse por seu estilo de jogo, encerrou sua carreira em 2005, no Clermont, após 2 partidas. Ele sofria com problemas no quadril que o impediram de atuar com frequência na equipe alsaciana.

## Seleção Francesa
Entre 1993 e 1996, Martins vestiu a camisa da Seleção Francesa em 14 partidas, marcando um gol. Participou da Eurocopa de 1996, sua única competição oficial pelos Bleus, que perderam na semifinal frente à República Tcheca. Ele havia disputado a Copa Kirin de 1994, vencida pela França.
Em 1988, disputou um jogo pela Seleção da Bretanha, que não é filiada a nenhuma confederação.

## Treinador
Sua estreia como técnico foi no Quimpérois, entre 2006 e 2007. Treinaria ainda o Brest em caráter provisório em 3 oportunidades (2008, 2012 e 2013), além de ter sido auxiliar-técnico da equipe por 5 anos.
Em outubro de 2014, Martins é contratado para substituir o compatriota Patrice Neveu no comando técnico da Seleção da Mauritânia.